# Дом Бетулинского (Таганрог)
Дом Бетулинского — двухэтажное здание с балконом, которое располагается по адресу Лермонтовский переулок, 11 в городе Таганроге Ростовской области. Здание было построено во второй половине XIX века Григорием Ефимовичем Бетулинским.

## История
Семья Бетулинских владела домом по переулку Лермонтовскому, 11, с 1872 года (времени постройки) до конца XIX века. Григорий Ефимович Бетулинский был губернским секретарем. Известно, что у них с женой Марией Константиновной была дочь Наталья, которая родилась 10 августа 1885 года.
Следующим владельцем дома была жена купца Мария Юрди. Ее муж занимал должность греческого консула.
Известно имя еще одного собственника дома — им стал генерал-майор Крижановский Александр Иванович. Он был владельцем дома вплоть до 1910-х годов. После него домом владела жена статского советника Валентина Владимировна Федорова.
По соседству с ним был расположен одноэтажный дом на 6 окон, построенный женой коллежского асессора П. М. Работиной. Дом под № 13 построили в 1910-х годах. Его собственником был коллежский регистратор Отто Оттович Герман. Недвижимость оценивалась в 3200 рублей.